# 唄者
唄者（うたしゃ）とは、奄美群島の伝統音楽であるシマ唄の歌い手、名手である。

## 概要
奄美大島を中心とする奄美群島の伝統的な歌謡であるシマ唄とは、群島内の各シマ（集落）に伝わる唄という意味である。近年、沖縄県の伝統歌曲やポップスまでもを指して使われるようになった「島唄」とは異なる由来や意味内容を持つ語のため、表記を変えて書かれることも多い。このシマ唄を歌うことに長けたものを唄者と呼ぶ。伝統的な唄者は声が良く、歌い方が上手いだけでなく、歌詞を多く知っていて、即興で唄を歌い合う「唄遊び（うたあしび）」の名手であることも条件である。島唄の意味の広がりによって、沖縄民謡の歌い手を指して「唄者」という用語が使われる例もあるが、本来は正しくない。また、沖縄本島中南部の戦前の方言であれば「ウタサー」である。
基本的に奄美群島内(の地元)における唄者は職業歌手ではなく、最も著名な武下和平、坪山豊、築地俊造らでも、別に船大工、商店経営などの生業を持っていた。故に築地俊造は、日本テレビの『日本民謡大賞』で全国優勝して日本武道館で歌った時に記者に取材を受け、「プロになってからの活動について」聞かれたが「プロにはなりません」ときっぱり答えて記者らが呆気にとられたというエピソードも持つ。また、中孝介はメジャーなポップ歌手が生業であるが、シマ唄を歌うことは商売にしないというポリシーを持っている。
唄者の数は非常に多いが、有名な唄者の多くは20代で頭角を現し、30代で中堅、40代がベテラン、50代は大御所とされる。例外的に40代で頭角を現して瞬時に大御所となった坪山豊のような唄者も存在する。
シマ唄は奄美方言で歌われるため、奄美方言が使えることも唄者の条件となるが、1953年の奄美地方の本土復帰以降、一時は方言の使用を禁止する教育が行われたり、共通語によるラジオ、テレビ放送の使用によって、奄美方言が分からない世代が多くなった結果、かつてのように誰でもシマ唄を歌えるという情況ではなくなっている。
また群島内の同じ島でもシマ（集落）によって方言も少しずつ異なり、また、伝統的な歌唱方法にも地域差がある。例えば奄美大島では北部の奄美市笠利を中心とした「カサン唄」の唄者と、南部の瀬戸内町を中心とした「ヒギャ唄」の唄者に系統を二分することもできる。(宇検村などの唄をまた別系統とする場合もある。)

## 唄者出身の歌手
近年、いわゆるJポップの歌手として唄者出身の者が現れている。最も著名なのは元ちとせであるが、他にも中孝介、城南海などシマ唄の歌唱法（特に瞬間的にファルセットを使った「ぐいん」と節曲げ）を生かしたポップ歌手が出現している。
また、東京などに活動拠点を移した唄者は、シマ唄を歌う歌手を職業として活動している場合も多い。（朝崎郁恵、牧岡奈美など）